# Plounéour-Ménez
Plounéour-Ménez è un comune francese di 1 270 abitanti situato nel dipartimento del Finistère nella regione della Bretagna.

## Società

### Evoluzione demografica
Abitanti censiti